# Zé Doca

Zé Doca este un oraș în MaranhãoMaranhão (MA), Brazilia.